# Nilson Ricardo da Silva Júnior
Nilson Ricardo da Silva Júnior (født 31. marts 1989) er en brasiliansk fodboldspiller.